# Gare de Wasserbillig
La gare de Wasserbillig est une gare ferroviaire luxembourgeoise de la ligne 3, de Luxembourg à Wasserbillig-frontière, située à Wasserbillig, sur le territoire de la commune de Mertert, dans le canton de Grevenmacher.
Elle est mise en service en 1861 par la Compagnie des chemins de fer de l'Est, l'exploitant des lignes de la Société royale grand-ducale des chemins de fer Guillaume-Luxembourg. En 1891, une seconde gare est construite juste à côté de celle du Guillaume-Luxembourg par la Société anonyme luxembourgeoise des chemins de fer et minières Prince-Henri pour ses besoins ; elle restera utilisée jusqu'en 1963 – 1964 et a été depuis reconvertie en mairie.
C'est une gare frontière de la Société nationale des chemins de fer luxembourgeois (CFL), desservie par des trains Regional-Express (RE) et Regionalbahn (RB).

## Situation ferroviaire
Établie à 140 mètres d'altitude, la gare de Wasserbillig est située au point kilométrique (PK) 36,884 de la ligne 3, de Luxembourg à Wasserbillig-frontière, entre la gare de Mertert et la frontière avec l'Allemagne au PK 37,442 et était située approximativement au point kilométrique 49 de l'ancienne ligne d'Ettelbruck à Grevenmacher après la gare de Moersdorf, ligne en grande partie fermée à tout trafic ferroviaire, à l'exception des tronçons Ettelbruck-Diekirch et de la desserte du port de Mertert.

## Histoire

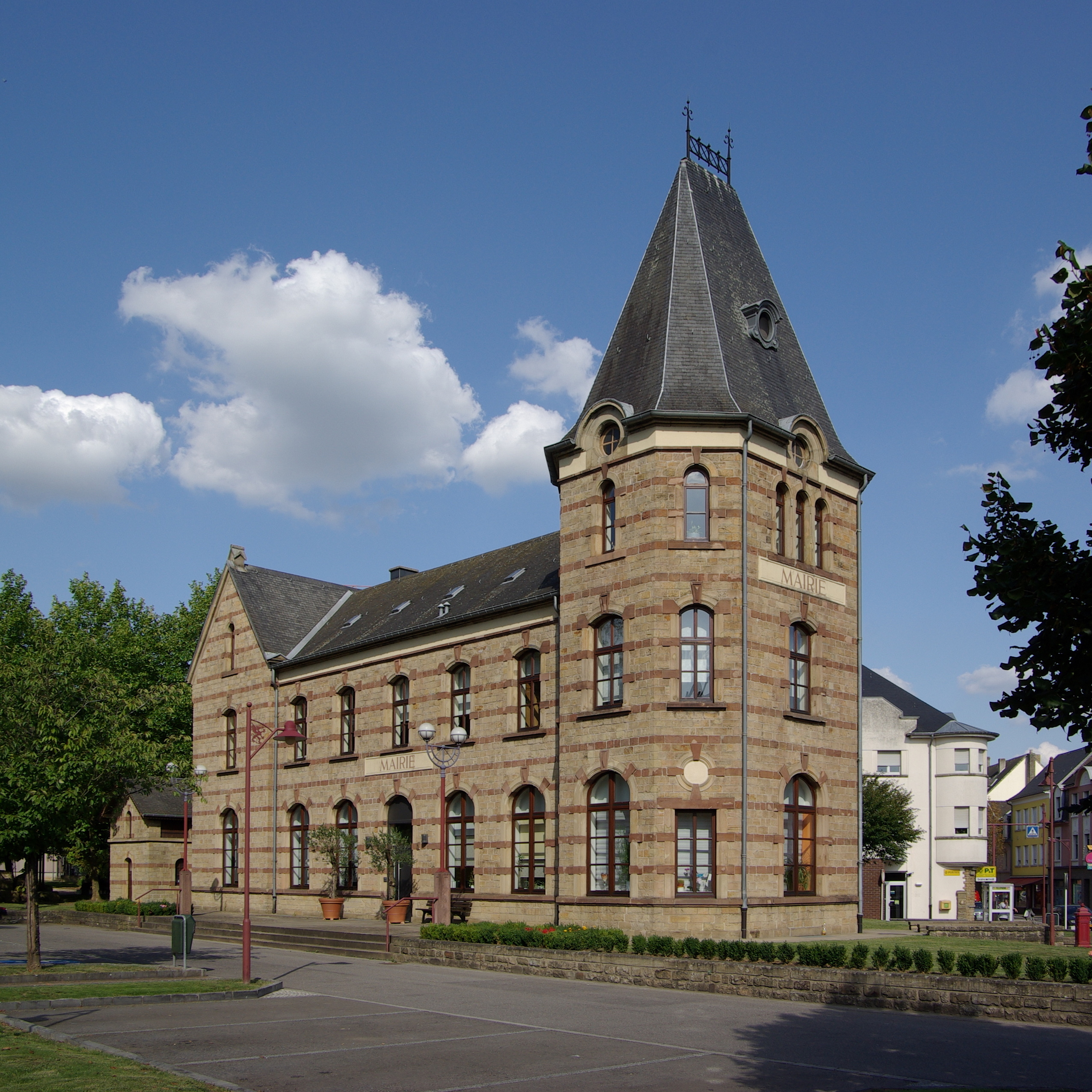
L'ancienne gare du PH, actuelle mairie.

La station de Wasserbillig est mise en service par la Compagnie des chemins de fer de l'Est, l'exploitant des lignes de la Société royale grand-ducale des chemins de fer Guillaume-Luxembourg, lors de l'ouverture à l'exploitation la ligne de Luxembourg à Wasserbillig et à la frontière allemande le 29 août 1861,.
La Société anonyme luxembourgeoise des chemins de fer et minières Prince-Henri (PH) fait construire une seconde gare à côté de celle du GL pour accueillir la ligne d'Ettelbruck à Grevenmacher en 1891.
La gare du GL possède un bâtiment de style néoclassique appartenant à un plan type unifié du réseau Guillaume-Luxembourg. Encore présent en 1905, il a été remplacé par un bâtiment plus grand au début du vingtième siècle.
Avec la fermeture de la ligne du PH entre 1963 et 1964, seul le bâtiment du Guillaume-Luxembourg est utilisé comme gare de nos jours, la gare du PH servant désormais de mairie à la commune de Mertert.

## Service des voyageurs

### Accueil
Gare CFL, elle dispose d'un bâtiment voyageurs, avec guichet d'information. On y trouve divers équipements et services, notamment : une salle d'attente, des toilettes et un bureau de poste. Un souterrain permet la traversée des voies et le passage d'un quai à l'autre. La gare est équipée d'un automate pour l'achat de titres de transport.
Le guichet de vente de la gare est fermé depuis le 1er mars 2020 dans le cadre de l’application de la gratuité des transports luxembourgeois (hors 1re classe et trains transfrontaliers).

### Desserte
Wasserbillig est desservie par des trains Regional-Express (RE) et Regionalbunn (RB) qui exécutent les relations suivantes, :
- Luxembourg – Wasserbillig – Trèves-Hbf – Coblence-Hbf (certains trains continuant, en tant qu'IC, vers Düsseldorf-Hbf).

### Intermodalité
Un parc pour les vélos (7 places) et un parking pour les véhicules (75 places) y sont aménagés. La gare possède un parking à vélo sécurisé mBox de 32 places,. La gare est desservie par les lignes 271, 271, 303 et 333 du Régime général des transports routiers, par la navette communale « City-Bus Mertert-Wasserbillig » et, la nuit, par la ligne Nightlifebus Grevenmacher du service « Nightbus ».
Une station du service d'autopartage Flex y est implantée.